# Frederic Wilhelm Christian Areschoug
Frederic (Fredrik) Wilhelm Christian Areschoug (Simrishamn, 9 de octubre de 1830- Lund, 21 de diciembre de 1908), fue un botánico y profesor sueco.
Era hijo del comerciante Peter Julius Areschoug y de Marie Louise Fallén, hija del profesor de Lund Carl Fredrik Fallén. Se le enseña en casa, hasta que se matriculó en 1847 en la Universidad de Lund, quedándose allí para siempre. Allí hizo una licenciatura en Artes en 1852, defendiendo su tesis de maestría, en 1853; y el doctorado en ese mismo año, y al año siguiente se convirtió en profesor de botánica. Enseñó en la Universidad de Lund.
En 1858, fue ascendido a profesor, y ya había conseguido temporalmente la cátedra de botánica y lo haría varias veces durante las siguientes décadas; para en 1879 ser catedrático hasta su jubilación en 1898. Continuó después con sus investigaciones.
Paralelamente ejerció el curato de herbarios, y también varios puestos administrativos dentro de la Universidad, incluso como miembro de su Consejo Académico, y editor del anuario. También fue curador entre 1862-1865; y miembro del Consejo de la ciudad de Lund, entre 1873-1878. Se desempeñó también como profesor en la escuela primaria privada y en el Instituto Agrícola.
Entre 1855 y 1875, llevó a cabo un gran número de viajes al extranjero, incluyendo los Balcanes, Alemania, Suiza, Inglaterra. Se convirtió en miembro de varias sociedades científicas, tanto en Suecia como en el extranjero, incluyendo la Academia de Ciencias (1876), y la (1887).
Como científico, fue un ferviente defensor de Darwin, en un momento en que no era aceptada en general, la teoría de la evolución, y era especialmente conocido por sus investigaciones sobre las plantas del género de las frambuesas (Rubus) y en la anatomía de las plantas. Entre sus numerosas publicaciones sobre la fauna de Escania. Para la posteridad también recordado por su cisma con la autoridad, pero políticamente radical, como los jóvenes botánicos como Bengt Lidforss. Eso no impidió que posteriormente Lidforss, pronunciase las siguientes palabras de agradecimiento por el colega de más edad:

Por cierto, que tiene en la Universidad de Lund, a un hombre de mucha mente abierta, para el descubrimiento brillante de la gama de servicios y con un toque más fino para las operaciones legítimas de las nuevas teorías controvertidas, y también en el campo práctico-técnico, con su bondad y sano progreso demostrado de muchas maneras, entre otras cosas; en su interés aún con sus sesenta y siete años de edad trabajando con el moderno microtomo.

Se encuentra sepultado en el Cementerio del Norte de Lund.

## Obras
- fredrik wilhelm christian Areschoug. 1902. Untersuchungen über den Blattbau der Mangrove-Pflanzen. (Bibliotheca botanica) 90 pp.
- -------------------------------------------. 1897a. Über die physiologischen leistungen und die entwickelung des grundgewebes des blattes. Editor E. Malmströms Buchdruckerei, 46 pp.
- -------------------------------------------. 1897b. Lunds universitets Botaniska institution, 1872-1897. Editor s.n. 18 pp.
- -------------------------------------------. 1896. Beiträge zur Biologie der geophilen Pflanzen. 60 pp.
- -------------------------------------------. 1894. Det fanerogama embryots nutrition, af Promotor. Volumen 30 de Lunds universitets årsskrift. 21 pp.
- -------------------------------------------. 1885. Some observations on the genus Rubus: comparative examinations of the Rubi in the Scandinavian peninsula. Edición reimpresa de Fr. Berlings Boktryckeri och Stilgjuteri, 182 pp.
- -------------------------------------------. 1881. Skånes Flora, innefattande de fanerogama och ormbunkartade växterna. 2ª edición de Gleerup, 585 pp.
- -------------------------------------------. 1857. Bidrag till groddknopparnas morfologi och biologi. Editor Tryckt uti Berlingska bokteryckeriet, 49 pp.
- -------------------------------------------. 1854. Botaniska observationer: Akademisk afhandling. Editor Tryckt uti Berlingska boktryckeriet, 20 pp.[2]

## Honores
Miembro de
- 1876: Royal Swedish Academy of Sciences
- 1887: Sociedad de Ciencias de Uppsala

## Eponimia
Especies
- (Amaranthaceae) Alternanthera areschougii R.E.Fr.[3]
- (Polygonaceae) Rumex areschougii Ekstr. ex F.Aresch.[4]
- (Rosaceae) Rosa areschougii Almq.[5]
- (Rosaceae) Rubus areschougii Blytt[6]